# Piper danieli-gonzalezii
Piper danieli-gonzalezii är en pepparväxtart som beskrevs av William Trelease. Piper danieli-gonzalezii ingår i släktet Piper och familjen pepparväxter. Inga underarter finns listade i Catalogue of Life.